# Borkowice (Kluczbork)

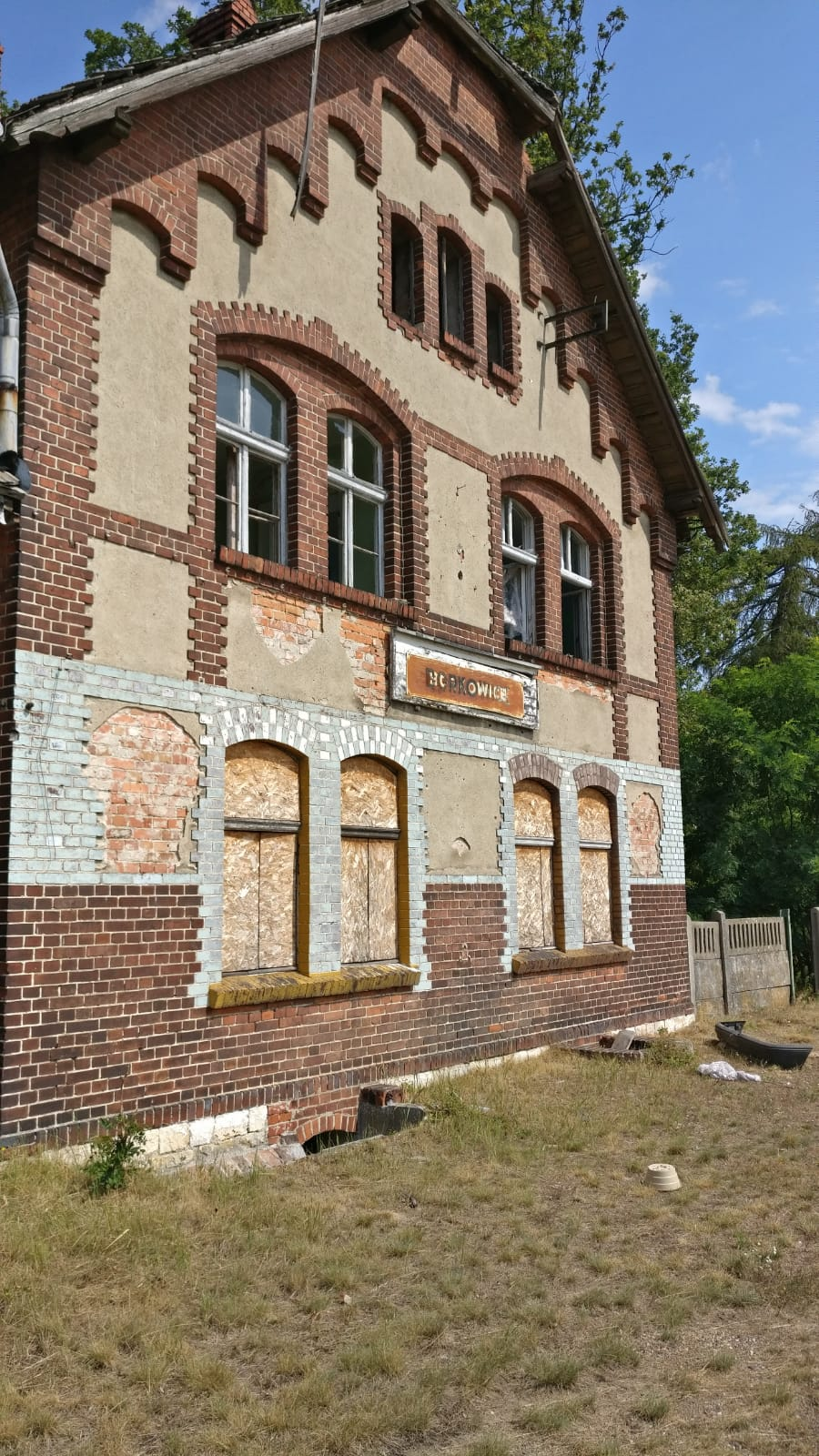
Verfallenes Bahnhofsgebäude am Dorfrand von Borkowice

Borkowice (deutsch Borkowitz, 1936–1945 Borkenwalde) ist ein Ort der Gmina Kluczbork in der Woiwodschaft Opole in Polen.

## Geographie

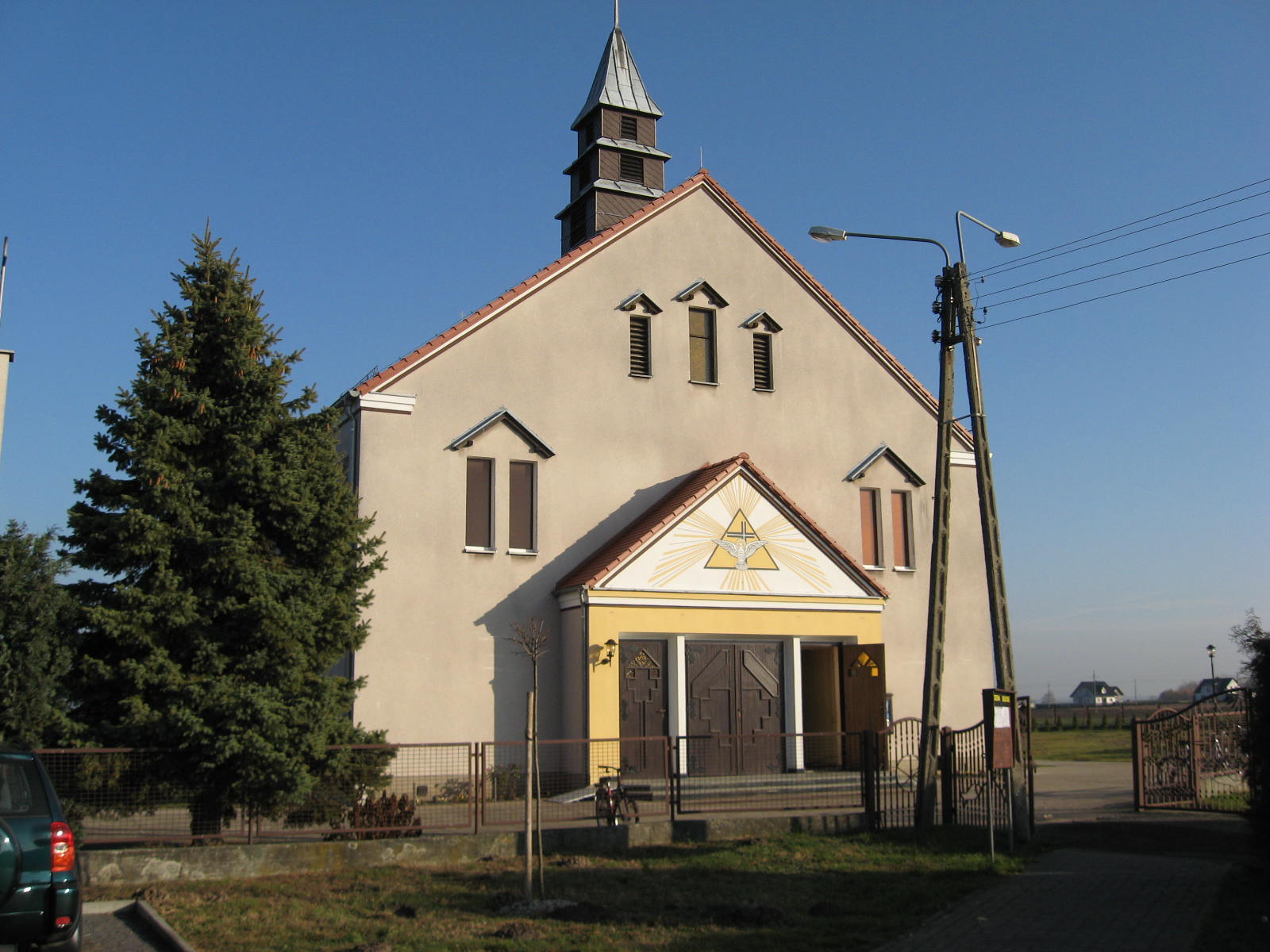
St.-Josefs-Kirche

Borkowice liegt im nordwestlichen Teil Oberschlesiens im Kreuzburger Land. Borkowice liegt rund acht Kilometer südwestlich vom Gemeindesitz Kluczbork und etwa 45 Kilometer nordöstlich der Woiwodschaftshauptstadt Oppeln.
Der Bahnhof Borkowice, südlich des Ortskerns, liegt an der Bahnstrecke Opole–Kluczbork. Borkowice liegt am nordöstlichen Rand des Landschaftsschutzpark Stobrawski.
Nachbarorte von Borkowice sind im Nordwesten Żabiniec (Fabianswalde) und im Südwesten Bażany (Basan).

## Geschichte
1845 befand sich im Dorf ein Schloss, ein Vorwerk sowie weitere 48 Häuser. Im gleichen Jahr lebten in Borkowitz 536 Menschen, davon 46 evangelisch. 1874 wird der Amtsbezirk Borkowitz gegründet.
1925 lebten in Borkowitz 1021, 1933 wiederum 1008 Menschen. Am 27. April 1936 erfolgte die Umbenennung des Dorfes in Borkenwalde. 1939 wird das südöstlich gelegene Dorf Wachholdertal in die Landgemeinde Borkenwalde eingemeindet. 1939 lebten in Borkenwalde 2127 Menschen. Bis 1945 gehörte das Dorf zum Landkreis Rosenberg O.S.
Als Folge des Zweiten Weltkriegs fiel Borkenwalde 1945 wie der größte Teil Schlesiens unter polnische Verwaltung. Nachfolgend wurde der Ort in Borkowice umbenannt und der Woiwodschaft Schlesien angeschlossen. 1950 wurde es der Woiwodschaft Oppeln eingegliedert. Zwischen 1985 und 1987 wurde die Kirche St. Josef am Friedhof erbaut. 1999 kam der Ort zum neu gegründeten Powiat Kluczborski (Kreis Kreuzburg).

## Sehenswürdigkeiten
- Die römisch-katholische Kirche St. Josef wurde zwischen 1985 und 1987 erbaut. Die Kirche entstand nach einem Entwurf des Architekten Zdzisław Fiuk aus Byczyna. Neben der Kirche befindet sich ein Glockenturm mit insgesamt drei Glocken.[5]
- Kapelle an der ul. Wiejska
- Wegekapelle an der ul. Wiejska
- Wegekreuz am Kreisel ul. Krakowska